# Enoplognatha penelope
Enoplognatha penelope är en spindelart som beskrevs av Heikki Hippa och Oksala 1982. Enoplognatha penelope ingår i släktet Enoplognatha och familjen klotspindlar. Inga underarter finns listade i Catalogue of Life.